# Vaxön

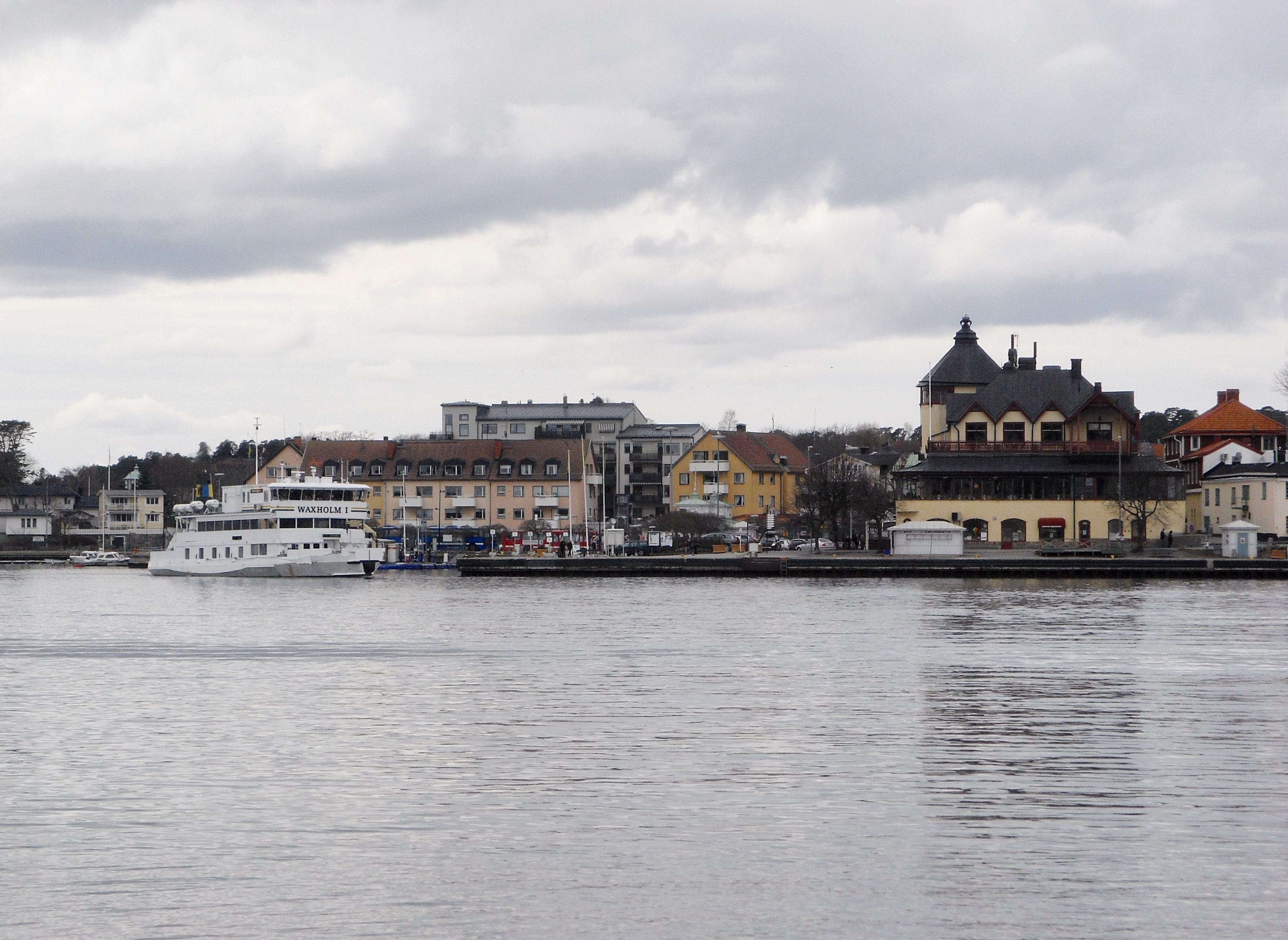
Haven van het eiland

Vaxön is een Zweeds eiland nabij Stockholm. Het centrum van het eiland is het stadje Vaxholm. Het eiland telt ongeveer 5000 inwoners. Er zijn 2 vaste oeververbindingen.